# Premio Nemmers en Matemáticas
El Premio Frederic Esser Nemmers en Matemáticas es un premio bienal otorgado por la Universidad de Northwestern.
Fue inicialmente otorgado con un premio similar, el Premio Erwin Plein Nemmers en Economía, como parte de una donación de $14 millones de los hermanos Nemmers. Ellos querían un premio que sea tan prestigioso como los Premios Nobel. Para este fin, la mayoría de los ingresos obtenidos a partir de la dotación se devuelve a la principal, a fin de aumentar el tamaño de la adjudicación. Aun así, todavía "se cree que el premio con mayor valor monetario en los Estados Unidos, designado específicamente para la excelencia académica en matemáticas."
Actualmente, el premio otorga un estipendio de $200,000 y los gastos de 10 semanas en la residencia de la Universidad de Northwestern.

## Galardonados
- 2022 Bhargav Bhatt
- 2020 Nalini Anantharaman[3]
- 2018: Assaf Naor
- 2016: János Kollár
- 2014: Michael J. Hopkins
- 2012: Ingrid Daubechies
- 2010: Terence Tao
- 2008: Simon Donaldson
- 2006: Robert Langlands
- 2004: Mijaíl Grómov
- 2002: Yákov Sinái
- 2000: Edward Witten
- 1998: John Horton Conway
- 1996: Joseph B. Keller
- 1994: Yuri Manin